# Grand-Sart
Grand-Sart est un village de la commune de Lierneux au sud de la province de Liège en Région wallonne (Belgique).
Avant la fusion des communes, le village faisait déjà partie de la commune de Lierneux.

## Situation
Cette localité ardennaise est située au sud de deux collines boisées (Thier del Preu et Thier du Mont) culminant chacune à plus de 520 m d'altitude. Grand-Sart se trouve aussi à 1 km au nord de la route nationale 89 La Roche-en-Ardenne - Baraque de Fraiture - Salmchâteau, à 6 kilomètres à l'est de Lierneux et à 7 kilomètres à l'ouest de Vielsalm. Il jouxte le village de Petit-Sart implanté plus au sud sur la rive opposée d'un petit affluent du Golnay.

## Description
Dans un environnement de prairies, Grand-Sart est un village à vocation agricole comprenant notamment plusieurs fermes et fermettes construites en pierres du pays (schiste).
Au nord du village, en direction de Goronne, se trouve un mémorial en forme d'étoile rendant hommage aux Américains et à l'armée clandestine belge pendant la Seconde Guerre mondiale.